# Arnold II van Laurenburg
Arnold II van Laurenburg († 1158/59), Duits: Arnold II. Graf von Laurenburg, was graaf van Laurenburg en een van de voorouders van het Huis Nassau.

## Biografie
Arnold was een zoon van graaf Rupert I van Laurenburg en Beatrix van Limburg, een dochter van graaf Walram II ‘de Heiden’ van Limburg en Jutta van Gelre (een dochter van graaf Gerhard I van Gelre). Zijn afkomst wordt bevestigd door de oorkonde uit 1151 waarin Hendrik van Leyen, de bisschop van Luik, de schenkingen van ‘domina Jutta, nobilissima matrona uxor ducis Walrami de Lemburg’ aan de Abdij Rolduc bevestigde, in welke oorkonde ook de aanwezigheid bij haar begrafenis in Rolduc wordt vermeld van ‘Arnoldus quoque filius Ruberti comitis de Lunneburg natus ex domina Beatrice filia præfatæ dominæ’.
Arnold wordt tussen 1151 en 1158 vermeld als graaf van Laurenburg. Hij regeerde samen met zijn broer Rupert II. Arnold en Rupert worden, samen met hun moeder, voor het laatst vermeld in een oorkonde gedateerd 1 april 1158.

## Onzekerheid over echtgenote en kinderen
Door het ontbreken van gegevens is er veel onbekend over de vroege Laurenburgers en Nassaus, inclusief de exacte familierelaties. Van Arnold is geen huwelijk vermeld. Hij zou de vader van graaf Rupert III van Nassau moeten zijn.

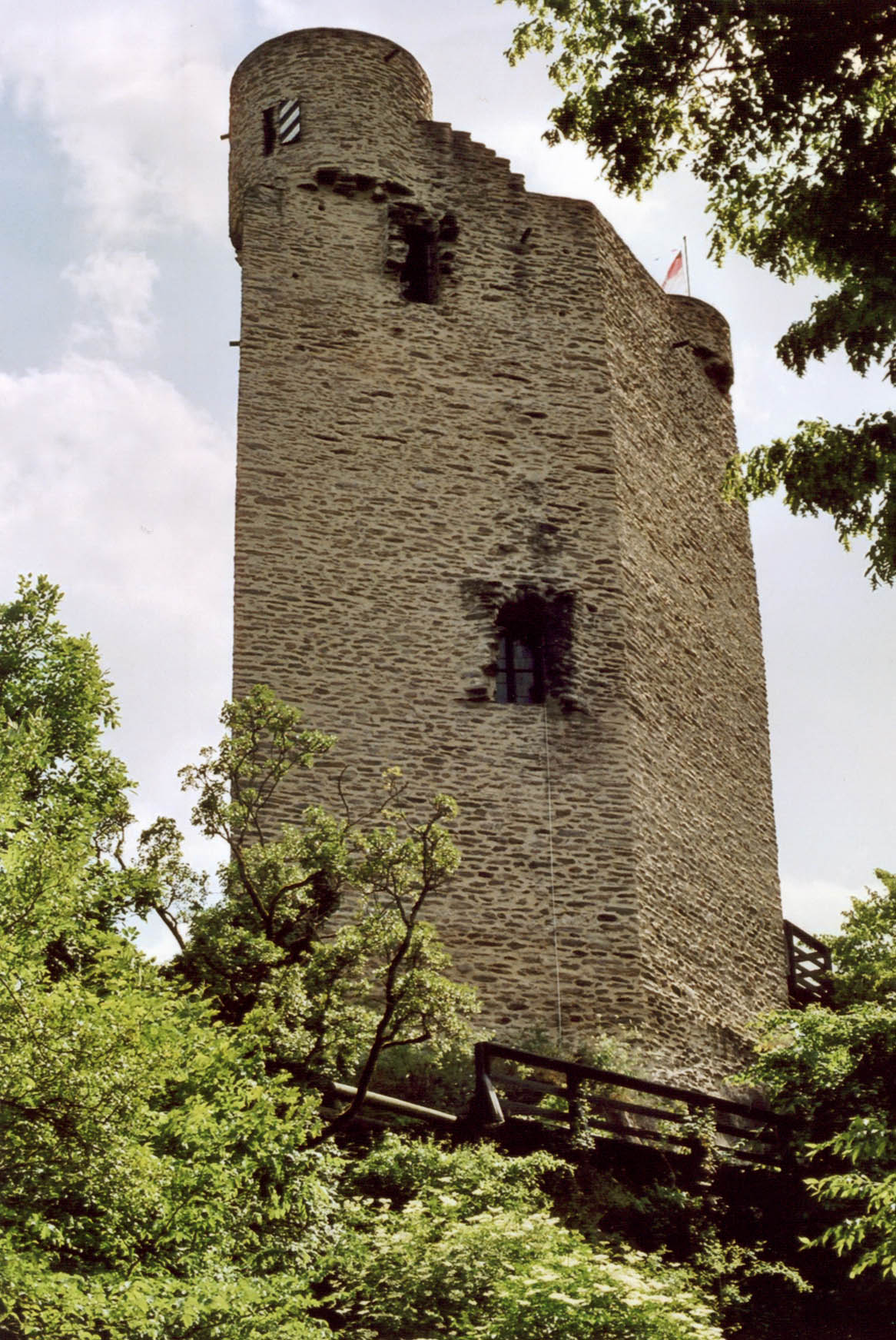
De Burcht Laurenburg
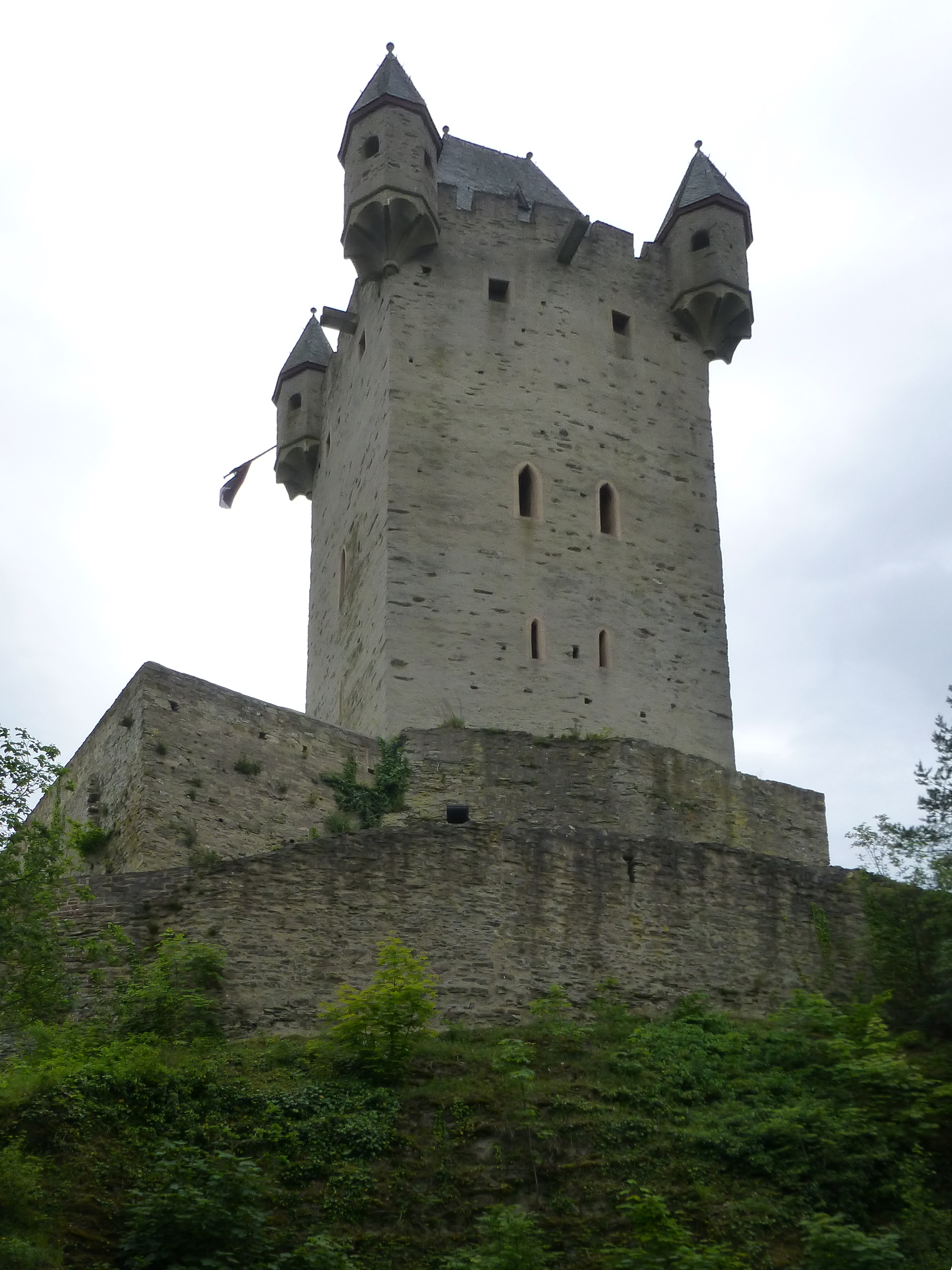
De Burcht Nassau